# Asser

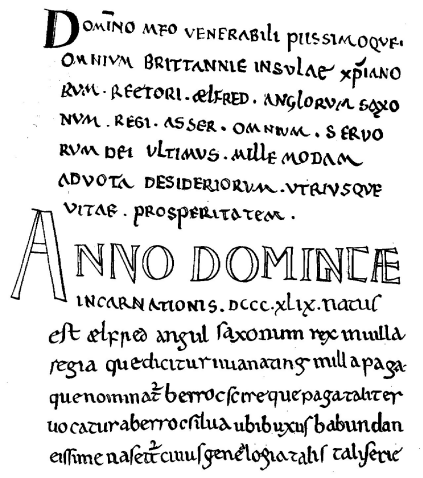
Primera página del manuscrito de Cotton de la "Vida del rey Alfredo" de Asser. Facsímil dibujado en 1722

Asser (también conocido como John Asser) (murió en el año 908 o 909) fue un monje galés que se convertiría en obispo de Sherborne durante la década de los noventa del siglo noveno. No se sabe con certeza si su nombre de nacimiento fue "Gwyn" (o "Guinn"), que en galés quiere decir "bendito" o "bendecido", o fue "Asser" (o "Asher"), el cual en hebreo quiere decir también "bendito" y es el nombre del octavo hijo del personaje bíblico Jacob. Era común dar nombres hebreos a los bebés nacidos en Gales pero también era común adoptar un nombre hebreo al convertirse en monje o sacerdote, por lo que la cuestión sigue sin resolverse. Asser era monje en Saint David en la época en la que aún existía el Reino de Dyfed. Sin embargo, se desconoce cómo fue su juventud.
Asser fue a la corte de Alfredo el Grande en Wessex y entre otras cosas tradujo libros. En 893 escribió su Vida del rey Alfredo, que es una de las mejores fuentes de información que poseen los modernos historiadores sobre un rey de esa época. En algún momento entre los años 892 y 900, Asser se convirtió en obispo de Sherborne. Asser ya tenía previamente el cargo de obispo, pero no se sabe a ciencia cierta si era obispo de Saint David o era obispo asistente del obispo titular de Sherborne (Wulfsige). Giraldus Cambrensis, en una obra suya escrita en 1191, Itinerarium Cambriae, lo incluye dentro de la lista de obispos de Saint David.
Durante los siglos XIX y XX, varios eruditos han afirmado que la obra de Asser sobre la vida de Alfredo no es real sino una falsificación; al menos un erudito ha afirmado que el falsificador fue el obispo de Devon y Cornualles, Leofric (obispo desde 1046; muerto en 1072). Las bases para esas aseveraciones no resisten un examen minucioso y la Vida del rey Alfredo es aún reconocida como auténtica por las más reputadas autoridades. Está disponible en varias ediciones impresas y en Internet.
Como añadido a su Vida del rey Alfredo, Asser escribió una crónica de Inglaterra desde 849 a 887.